# Christine Boileau
Christine Boileau a une formation d'architecte. Née à Saint-Omer en 1960, elle est plasticienne. Elle vit et travaille à Vézénobres dans le sud de la France.

## Originalité
- créatrice de structures tricotées qu'elle place dans des paysages.

Elle fabrique ces structures à la main, à partir de liens élastiques, rotins et autres matières flexibles.

## Quelques expositions
- 2005 : Christine Boileau, dehors ! Parc du Domaine d’O, Montpellier
- 2004 : Exposition "Stations & bolides’’ Saperlipopette, voilà Enfantillages, Domaine d’O, Montpellier. - projet Technopoc, Vallon du Villaret, Lozère
- 2003 : Le voyage en sac Tati, Le Baloard, Montpellier
- 2002 : Chut, Campement, et Une Maison Moderne, parcours d'artistes à Cantagal, Lodève
- 2001 : Tricot' in situ, Domaine de Restinclières, Art et Nature
- 2000 : Performance et Les renifleurs - La grande Barge Villeneuve-lès-Maguelonne
- 1999 : La Malle d'Attente, le Rakan, Nîmes - Le Hic, Compagnie Art Mixte, Murviel les Montpellier
- 1998 : Contrainte, Rencontres méditerranéennes, Chai du Terral, St Jean de Védas
- 1997 : Le Puzzle, Galerie des arènes, Nîmes - La salle d'attente, exposition Meuble fait pour s'asseoir, Chai du Terral, St Jean de Védas
- 1996 : Les Endormis et leurs cages, parc public de l'Opéra Bregenz, Autriche
- 1995 : Animaux Cages, parc public de l'Opéra de Bregenz, Autriche.